# Gnophaela
Gnophaela é um gênero de traça pertencente à família Arctiidae.